# Rio Open 2016
Rio Open presented by Claro 2016 byl společný tenisový turnaj mužského okruhu ATP World Tour a ženského okruhu WTA Tour hraný v areálu Jockey Club Brasileiro na otevřených antukových dvorcích. Konal se mezi 15. až 21. únorem 2016 v brazilském Riu de Janeiru jako třetí ročník turnaje.
Mužská část se řadila do kategorie ATP World Tour 500 s celkovou dotací
1 471 315 amerických dolarů. Ženská část s rozpočtem čtvrt milionu dolarů patřila do kategorie WTA International.
Nejvýše nasazenými hráči v singlových soutěžích se stali španělský pátý tenista světa Rafael Nadal a čtyřicátá čtvrtá hráčka žebříčku Teliana Pereirová z Brazílie, která dohrála v úvodním kole. Jako poslední přímí účastníci do dvouher nastoupili 90. italský hráč žebříčku Marco Cecchinato a 151. americká žena klasifikace Shelby Rogersová.
Singlové soutěže vyhráli Urugayec Pablo Cuevas a Italka Francesca Schiavoneová. Mužskou čtyřhru opanoval kolumbijský pár Juan Sebastián Cabal a Robert Farah, ženskou polovinu turnaje pak paraguaysko-argentinská dvojice Verónica Cepedeová Roygová a María Irigoyenová.

## Rozdělení bodů a finančních odměn

### Rozdělení bodů
| Soutěž       | vítězové | finalisté | semifinalisté | čtvrtfinalisté | 16 v kole | 32 v kole | Q  | Q3 | Q2 | Q1 |
| ------------ | -------- | --------- | ------------- | -------------- | --------- | --------- | -- | -- | -- | -- |
| dvouhra mužů | 500      | 300       | 180           | 90             | 45        | 0         | 20 | —  | 10 | 0  |
| čtyřhra mužů | 500      | 300       | 180           | 90             | —         | —         | 20 | —  | 10 | 0  |
| dvouhra žen  | 280      | 180       | 110           | 60             | 30        | 1         | 18 | 14 | 10 | 1  |
| čtyřhra žen  | 280      | 180       | 110           | 60             | 1         | —         | —  | —  | —  | —  |

### Finanční odměny
| Soutěž                              | vítězové | finalisté | semifinalisté | čtvrtfinalisté | 16 v kole | 32 v kole | Q3     | Q2   | Q1   |
| ----------------------------------- | -------- | --------- | ------------- | -------------- | --------- | --------- | ------ | ---- | ---- |
| dvouhra muž                         | $303 300 | $142 450  | $70 735       | $35 365        | $17 920   | $9 430    | $1 570 | $865 | —    |
| čtyřhra mužů                        | $89 400  | $42 240   | $20 390       | $10 600        | $5 550    | —         | —      | —    | —    |
| dvouhra žen                         | $43 000  | $21 400   | $11 300       | $5 900         | $3 310    | $1 925    | $1 005 | $730 | $530 |
| čtyřhra žen                         | $12 300  | $6 400    | $3 435        | $1 820         | $960      | —         | —      | —    | —    |
| částka ve čtyřhře je uvedena na pár |          |           |               |                |           |           |        |      |      |

## Dvouhra mužů

### Nasazení
| Stát                         | Hráč               | ATP | Nasazení |
| ---------------------------- | ------------------ | --- | -------- |
| Španělsko                    | Rafael Nadal       | 5.  | 1.       |
| Španělsko                    | David Ferrer       | 6.  | 2.       |
| Francie                      | Jo-Wilfried Tsonga | 9.  | 3.       |
| USA                          | John Isner         | 12. | 4.       |
| Rakousko                     | Dominic Thiem      | 19. | 5.       |
| USA                          | Jack Sock          | 23. | 6.       |
| Itálie                       | Fabio Fognini      | 24. | 7.       |
| Brazílie                     | Thomaz Bellucci    | 30. | 8.       |
| Žebříček ATP k 8. únoru 2016 |                    |     |          |

### Jiné formy účasti
Následující hráči obdrželi divokou kartu do hlavní soutěže:
- Nicolás Jarry
- Thiago Monteiro
- João Souza

Následující hráči postoupili z kvalifikace:
- Facundo Bagnis
- Taró Daniel
- Gastão Elias
- Daniel Gimeno Traver

### Odhlášení
před zahájením turnaje
- Andreas Haider-Maurer → nahradil jej Daniel Muñoz de la Nava
- Fernando Verdasco → nahradil jej Diego Schwartzman

### Skrečování
- Fabio Fognini (natažení břišního svalstva)[2]
- Dušan Lajović (poranění levé nohy)[2]
- Juan Mónaco (poranění pravého ramene)[2]

## Mužská čtyřhra

### Nasazení
| Stát                                                                                  | Hráč                 | Stát     | Hráč          | ATP | Nasazení |
| ------------------------------------------------------------------------------------- | -------------------- | -------- | ------------- | --- | -------- |
| Brazílie                                                                              | Marcelo Melo         | Brazílie | Bruno Soares  | 11. | 1.       |
| Kolumbie                                                                              | Juan Sebastián Cabal | Kolumbie | Robert Farah  | 50. | 2.       |
| Uruguay                                                                               | Pablo Cuevas         | Itálie   | Fabio Fognini | 53. | 3.       |
| USA                                                                                   | Nicholas Monroe      | USA      | Jack Sock     | 68. | 4.       |
| Žebříček ATP k 8. únoru 2016; číslo je součtem žebříčkového postavení obou členů páru |                      |          |               |     |          |

### Jiné formy účasti
Následující páry obdržely divokou kartu do hlavní soutěže:
- Fabiano de Paula /  Orlando Luz
- Rogério Dutra Silva /  João Souza

Následující pár postoupil z kvalifikace:
- Pablo Carreño Busta /  David Marrero

Následující pár postoupil z kvalifikace jako tzv. šťastný poražený:
- Guillermo Durán /  Philipp Oswald

### Odhlášení
před zahájením turnaje
- Fabio Fognini (natažení břišního svalstva)

## Ženská dvouhra

### Nasazení
| Stát                         | Hráčka              | WTA  | Nasazení |
| ---------------------------- | ------------------- | ---- | -------- |
| Brazílie                     | Teliana Pereirová   | 44.  | 1.       |
| Švédsko                      | Johanna Larssonová  | 48.  | 2.       |
| Černá Hora                   | Danka Kovinićová    | 50.  | 3.       |
| USA                          | Christina McHaleová | 62.  | 4.       |
| Slovinsko                    | Polona Hercogová    | 83.  | 5.       |
| Španělsko                    | Lara Arruabarrenová | 88.  | 6.       |
| Německo                      | Tatjana Mariová     | 90.  | 7.       |
| Rumunsko                     | Andreea Mituová     | 104. | 8.       |
| Žebříček WTA k 8. únoru 2016 |                     |      |          |

### Jiné formy účasti
Následující hráčky obdržely divokou kartu do hlavní soutěže:
- Gabriela Céová
- Sorana Cîrsteaová
- Beatriz Haddad Maiová

Následující hráčky postoupily z kvalifikace:
- Jennifer Bradyová
- Cindy Burgerová
- Mariana Duqueová Mariñová
- Paula Cristina Gonçalvesová
- María Irigoyenová
- Elitsa Kostovová

### Odhlášení
před zahájením turnaje
- Eugenie Bouchardová → nahradila ji Petra Martićová[1]
- Karin Knappová → nahradila ji Sílvia Solerová Espinosová[1]

## Ženská čtyřhra

### Nasazení
| Stát                                                                                  | Hráčka                     | Stát            | Hráčka                     | WTA  | Nasazení |
| ------------------------------------------------------------------------------------- | -------------------------- | --------------- | -------------------------- | ---- | -------- |
| Austrálie                                                                             | Anastasia Rodionovová      | Lichtenštejnsko | Stephanie Vogtová          | 110. | 1.       |
| Nový Zéland                                                                           | Marina Erakovicová         | Španělsko       | Sílvia Solerová Espinosová | 201. | 2.       |
| Černá Hora                                                                            | Danka Kovinićová           | Rumunsko        | Andreea Mituová            | 214. | 3.       |
| Paraguay                                                                              | Verónica Cepedeová Roygová | Argentina       | María Irigoyenová          | 215. | 4.       |
| Žebříček WTA k 8. únoru 2016; číslo je součtem žebříčkového postavení obou členů páru |                            |                 |                            |      |          |

### Jiné formy účasti
Následující páry obdržely divokou kartu:
- Carolina Alvesová /  Heidi El Tabakhová
- Alizé Limová /  Francesca Schiavoneová

## Přehled finále

### Mužská dvouhra
- Pablo Cuevas vs.  Guido Pella, 6–4, 6–7(5–7), 6–4

### Ženská dvouhra
- Francesca Schiavoneová vs.  Shelby Rogersová, 2–6, 6–2, 6–2

### Mužská čtyřhra
- Juan Sebastián Cabal /  Robert Farah vs.  Pablo Carreño Busta /  David Marrero, 7–6(7–5), 6–1

### Ženská čtyřhra
- Verónica Cepedeová Roygová /  María Irigoyenová vs.  Tara Mooreová /  Conny Perrinová, 6–1, 7–6(7–5)